# بوينغ إكس-32
بوينغ إكس-32 (بالإنجليزية: Boeing X-32)‏ هي طائرة تجريبية مقاتلة متعددة الأغراض، شاركت في منافسة جوينت سترايك فايتر. الآ انها خسرت المنافسة لصالح نموذج مقاتلة لوكهيد مارتن إكس-35 والتي تم تطويرها في وقت لآحق لتصبح لوكهيد مارتن إف-35 لايتنيغ الثانية. أنتجت في الولايات المتحدة. من صناعة بوينغ. وكان أول طيران لها في 18 سبتمبر 2000.